# Liste d'écrivains kényans
Cette liste d'écrivains kényans, non exhaustive, à compléter, recense la plupart des écrivains notables du Kenya, des diasporas, ou revendiquant leur appartenance au Kenya, en toute langue.

## A
- Abdilatif Abdalla (1946-), enseignant, dictionnariste, écrivain, Utenzi wa maisha ya Adamu na Hawaa (1971), Sauti ya Dhiki (1973)
- Carolyne Adalla (en) (1970 ?), Confessions of an AIDS victim (1993)
- Yvonne Adhiambo Owuor (1968-), nouvelliste, romancière, Weight of Whispers (2003), Dust (2014)...
- Thomas Akare (1950-), The Slums (1981)
- Jared Angira (en) (1947-), poète, Juices (1970), Silent Voices (1972), Soft Corals (1973)
- Jonah Anguka (en) (1955 ?), Absolute Power : The Ouko Murder Mystery (1998)
- Khadambi Asalache (en) (1935-2006), poète, romancier, The Calabash of Life (1967), The Latecomer (1971)

## B
- Karen Blixen (1885-1962), romancière danoise, La Ferme africaine (1937)

## C
- Rocha Chimera (1970 ?), essayiste, Kiswahili: Past, Present and Future Horizons, Ufundishaji wa Fasihi: Nadharia na Mbinu '2000), Mnara wawaka moto ! : uhalifu

## D
- Hazel de Silva Mugot (en) (1947-), romancière, Black night of Quiloa (1971), Sega of Seychelles (1983)
- Ghalib Shiraz Dhalla (en) (1978-), romancier, Ode to Lata (2002), The Two Krishnas (2011)

## G
- Mugo Gatheru (en) (1925-2011), autobiographe, essayiste, A Child of Two Worlds : a Kikuyu's story (1964), Kenya : from colonization to independence, 1888-1970 (2005), From beneath the tree of life : a story of the Kenyan people of Ngai (2005)
- Stanley Gazemba (1974-), journaliste, auteur enfance, romancier, The Stone Hills of Maragoli (2003), Khama, Callused Hands
- Muga Gicaru (1920c-?), Land of Sunshine (1958)
- Moraa Gitaa (en) (1980 ?), Crucible for Silver and Furnace for Gold (2008), The Kigango Oracle (2020)...

## H
- Elspeth Huxley (1907-1997), journaliste, magistrate, environnementaliste, fermière, Red Strangers (1939), The Flame Trees of Thika (1959), The Mottled Lizard (1962)...

## I
- Philo Ikonya (1959-), universitaire, journaliste, Leading the Night (2010)..., exilée à Oslo depuis 2009
- Francis Davis Imbuga (en) (1947-2012), The Fourth Trial (1972), The Green Cross Of Kafira (2013)...

## K
- Samuel Kahiga, nouvelliste, romancier, Potent Ash (1968), Voices in the Dark (1970), When the Stars are Scattered (1979), Flight to Juba (1979)
- Billy Kahora (en) (1980 ?), nouvelliste, romancier, The True Story of David Munyakei (2008), The Cape Cod Bicycle War (2020)
- Joseph Elijah Kariuki (1931–1975 ou 1990), poète
- John Karoki (1940 ?), The Land is Ours (1970)
- Amin Kassam (1948–)
- Jomo Kenyatta (1894-1978), homme politique, Au pied du mont Kenya (1938, thèse)
- Leonard Kibera (1942–1983), nouvelliste, romancier, The Splder's Web (1972)
- Wanjiru Kihoro (1953-2006), économiste, féministe,
- John Kiriamiti (en) (1950-), voleur de banques, écrivain autobiographe, My Life in Crime (1980), My Life with a Criminal : Milly's Story (1984), Son of Fate (1994), The Sinister Trophy (2000), My Life in Prison (2004)
- Henry Ole Kulet (1950–2021), Is it Possible,To Become a Man, The Hunter, Maisha ya Hatari, Daughter of Maa, Moran No More, Bandits of Kibi, Blossoms of the Savannah, Vanishing Herds, The Elephant Dance
- Kinyanjui Kombani (en) (1981), banquier, The Last Villains of Molo (2004), Den of Inequities (2014)
- Kelvin Odawa (1970 ?), universitaire, romancier

## L
- Muthoni Likimani (1926-), comédienne, enseignante, essayiste, activiste, They Shall Be Chastised (1974), Passbook Number F. 47927 : Women and Mau Mau in Kenya (1985), Fighting Without Ceasing (2005)
- Idza Luhumyo (1993-)
- Jeff Lumiri (1989-), poète, mémorialiste, blogueur
- Bramwell Lusweti (1950 ?), The way to the town hall (1984)

## M
- Wangari Muta Maathai (1940-2011), biologiste, professeure, militante politique et écologiste, Pour l'amour des arbres (2005), Celle qui plante les arbres (2007), Mama Miti, la mère des arbres (2008)...
- Marjorie Oludhe Macgoye (1928-2015), romancière, poétesse, essayiste, Murder in Majengo (1972), Song of Nyarloka (1977), A Farm Called Kishinev (2005)...
- Charles Mangua (en) (1939-2021), romancier, Son of Woman (1971), A Tail in the Mouth (1972), Kanina and I (1994)
- Anne Matindi (en) (1942-), auteure enfance
- Ali Mazrui (1933-2014), universitaire, essayiste, The Power of Babel : Language and Governance in the African Experience (1998)...
- John Samuel Mbiti (1931–)[1], philosophe, chrétien, Religions et philosophie africaines (1972), Love and marriage in Africa (1973), Religious plurality in Africa (1993)...
- Gatua wa Mbugwa (1960 ?), professeur, linguiste, poète
- Miguna Miguna (en) (1962-), attorney au Canada
- Mwana Kupona (1810-1865), poétesse swahili, Utendi wa Mwana Kupona (Le Livre de Mwana Kupona)
- Parmenas Githendu Mockerie (1900c–?), An African Speaks for His People (1934)
- Micere Githae Mugo (1942-), poétesse, enseignante, universitaire, dramaturge, exilée, The Long Illness of Ex-Chief Kiti (1976), The Trial of Dedan Kimathi (1976), Daughter of My People, Sing ! (1976)...
- Ben Mutua Jonathan Muriithi (en) (1969-), journaliste, acteur
- Joseph Muthee (en) (1928-), sage kikuyu, auteur, Kizuizini (2006), My Life in a British Concentration Camp (2006)
- Meja Mwangi (1948-), Kill Me Quick (1973), Going Down River Road (1976), The Cockroach Dance (1979), Carcase for Hounds (1974)...
- Gitura Mwaura (en), journaliste, nouvelliste, romancier, Portraits of the Heart

## N
- Rebecca Nandwa (en) (1980 ?), auteure enfance
- Alexander Nderitu (en) (1979-), e-romancier, dramaturge, When the Whirlwind Passes (2000), Life as a Flower (2004), Hannah and the Angel, The Patriots Club...
- Mona L. Nduilu (1976-)
- Mũkoma wa Ngũgĩ (en) (1971-), né James Ngugi, américano-kényan, écrivain, poète, essayiste, Conversing with Africa: Politics of Change (2003), The Rise of the African Novel : Politics of Language, Identity, and Ownership (2018)
- Stephen Ngubiah (1940 ?), A Curse from God (1970)
- Ngugi wa Mirii (en) (1951-2008), dramaturge, Ngaahika Ndeenda (Je me marie si je veux, 1977), Mother Cry for Me (1982)
- Ngugi wa Thiong'o (1938-2025), Murogi wa Kagogo (2004), In the House of the Interpreter (2012)
- Rebeka Njau (1932-), enseignante, artiste, nouvelliste, romancière, essayiste, Alone with the Fig Tree (1964, Ripples in the Pool (1975)), The Hypocrite and other stories (1977), Kenyan Women Heroes and their Mystical Power (1984), The Sacred Seed (2003)
- Gichinu Njeri, scénariste
- Chacha Nyaigotti-Chacha (1952-), linguiste, enseignant, dramaturge, Marejeo (1986), Wingu Jeusi (1987), Hukumu (1992), Mke Mwanza (1997)...

## O
- Asenath Bole Odaga (1937-2014), romancière, dramaturge, auteure jeunesse, éditrice, Valeurs éducationnelles de « Sigendeni Luo »: Les récits oraux du Kenya Luo, Nyamgondho wuod ombare gi sigendini luo moko (1985), Nyangi gi Otis (2004)...
- Kelvin Odawa (1970 ?), universitaire, romancier
- Eisha Stephen Atieno Odhiambo (en) (1945-2009), universitaire, History of East Africa (1978), Mau Mau and Nationhood : Arms, Authority, and Narration (2003)[2]
- Jaramogi Ajuma Oginga Odinga (1911-1984), luo, politique, Not Yet Uhuru (Pas encore de liberté, 1967), Two months in India (1966)
- Okwiri Oduor (1988-), The Dream Chasers (Les Chasseurs de rêve, 2012), My Father's Head (La Tête de mon père, 2014)), Rag Doll (Poupée de chiffon, 2014)
- Margaret Ogola (1958-2011), pédiatre, romancière, La Rivière et la Source (The River and the Source, 1995), I Swear by Apollo, Place of Destiny
- Bethwell Allan Ogot (1929-), historien, luo, History of the Southern Luo (1967), My Footprints in the Sands of Time (2006)
- Grace Ogot (1930-2015), luo, nouvelliste, romancière, The Promised Land (1966), The graduate (1980), Aloo kod Apul-Apul (1981), Ber wat (1981),Miaha (1983), Simbi nyaima (1983)
- Makena Onjerika (1980 ?), Fanta Blackcurrant (2017),
- Troy Onyango (en) (1993-), juriste, éditeur, nouvelliste, For What Are Butterflies Without Their Wings, All Things Bright & Beautiful (2018)
- Yvonne Adhiambo Owuor (1968-), nouvelliste, romancière, La Maison au bout des voyages (2016), Dust (2014), The Dragonfly Sea (2019)

## P
- Shailja Patel (1970-), poétesse, dramaturge, activiste, Dreaming in Gujurat (2000), Shilling Love (2002), Migritude (2010)
- Paul Kipchumba (en) (1983-), businessman, philanthrope, poète, essayiste, Mind Your Business, Oral Literature of the Marakwet of Kenya

## R
- Nicholas Muraguri , alias Mwangi Ruheni (en) (1934-), chimiste, romancier, The Future Leaders (1973), The Minister's Daughter (1975)...

## T
- Ngugi wa Thiong'o (1938-), universitaire, journaliste, essayiste, dramaturge, romancier, Enfant, ne pleure pas (Weep not Child) (1962), Et le blé jaillira (A Grain of Wheat) (1967), Le Procès de Dedan Kimathi (The Trial of Dedan Kimathi (1976), Pétales de sang (Petals of Blood) (1977), Murogi wa Kagogo (Sorcier du corbeau) (2004)...

## V
- M. G. Vassanji (en) (1950-), romancier, nouvelliste, canadien, The Gunny Sack (1989), No New Land (1991), The Book of Secrets (1994)...
- Iman Verjee (en) (1980 ?), romancière, canadienne, In Between Dreams (2014), Who Will Catch Us as We Fall (2016)

## W
- Godwin Wachira (1936–), romancier, Ordeal in the forest (1968)
- Charity Waciuma (1936-), Mweru, the Ostrich Girl (1966), The Golden Feather (1966), Daughter of Mumbi (1969)...
- Binyavanga Wainaina (1971-2019), Discovering Home (2001), One Day I Will Write About This Place (2011)...
- Koigi wa Wamwere (en) (1949-), journaliste, activiste, politique, A Woman Reborn (1980), People’s Representative and the Tyrants (1992), Negative Ethnicity : From Bias to Genocide (2003)...
- Wangui wa Goro (1961-), universitaire, militante, poétesse, nouvelliste, essayiste, traductrice, Heaven and Earth...
- Gakaara wa Wanjaũ (en) (1921-2001), historien, éditeur, auteur (en kikuyu), Riũa Rĩtaanathũa, O Kĩrĩma Ngaagũa, Mageria Nomo Mahota, Ngwenda Ũũũnjurage...
- Wanuri Kahiu (1980-), réalisatrice, documentariste
- Kenneth Watene (1944–), Dedan Kimathi (1974), Sunset on the Manyatta (1981)
- Miriam Were (1940-), universitaire, avocate, militante, féministe, romancière

## Liste chronologique

### avant 1900
- Mwana Kupona (1810-1865), poétesse swahili, Utendi wa Mwana  Kupona (Le Livre de Mwana Kupona)
- Karen Blixen (1885-1962), romancière danoise, La Ferme africaine (1937)
- Jomo Kenyatta (1894-1978), homme politique, Au pied du mont Kenya (1938, thèse)

### 1900
- Parmenas Githendu Mockerie (1900c–?), An African Speaks for His People (1934)
- Elspeth Huxley (1907-1997), journaliste, magistrate, environnementaliste, fermière, Red Strangers (1939), The Flame Trees of Thika (1959), The Mottled Lizard (1962)...

### 1910
- Jaramogi Ajuma Oginga Odinga (1911-1984), luo, politique, Not Yet Uhuru (Pas encore de liberté, 1967), Two months in India (1966)

### 1920
- Muga Gicaru (1920c-?), Land of Sunshine (1958)
- Gakaara wa Wanjaũ (en) (1921-2001), historien, éditeur, auteur (en kikuyu), Riũa Rĩtaanathũa, O Kĩrĩma Ngaagũa, Mageria Nomo Mahota, Ngwenda Ũũũnjurage...
- Mugo Gatheru (en) (1925-2011), autobiographe, essayiste, A Child of Two Worlds : a Kikuyu's story (1964), Kenya : from colonization to independence, 1888-1970 (2005), From beneath the tree of life : a story of the Kenyan people of Ngai (2005)
- Muthoni Likimani (1926-), comédienne, enseignante, essayiste, activiste, They Shall Be Chastised (1974), Passbook Number F. 47927 : Women and Mau Mau in Kenya (1985), Fighting Without Ceasing (2005)
- Marjorie Oludhe Macgoye (1928-2015), romancière, poétesse, essayiste, Murder in Majengo (1972), Song of Nyarloka (1977), A Farm Called Kishinev (2005)...
- Joseph Muthee (en) (1928-), sage kikuyu, auteur, Kizuizini (2006), My Life in a British Concentration Camp (2006)
- Bethwell Allan Ogot (1929-), historien, luo, History of the Southern Luo (1967), My Footprints in the Sands of Time (2006)

### 1930
- Grace Ogot (1930-2015), luo, nouvelliste, romancière, The Promised Land (1966), The graduate (1980), Aloo kod Apul-Apul (1981), Ber wat (1981),Miaha (1983), Simbi nyaima (1983)
- John Samuel Mbiti (1931–)[1], philosophe, chrétien, Religions et philosophie africaines (1972), Love and marriage in Africa (1973), Religious plurality in Africa (1993)...
- Joseph Elijah Kariuki (1931–1975 ou 1990), poète
- Rebeka Njau (1932-), enseignante, artiste, nouvelliste, romancière, essayiste, Alone with the Fig Tree (1964, Ripples in the Pool (1975)), The Hypocrite and other stories (1977), Kenyan Women Heroes and their Mystical Power (1984), The Sacred Seed (2003)
- Ali Mazrui (1933-2014), universitaire, essayiste, The Power of Babel : Language and Governance in the African Experience (1998)...
- Nicholas Muraguri , alias Mwangi Ruheni (en) (1934-), chimiste, romancier, The Future Leaders (1973), The Minister's Daughter (1975)...
- Khadambi Asalache (en) (1935-2006), poète, romancier, The Calabash of Life (1967), The Latecomer (1971)
- Godwin Wachira (1936–), romancier, Ordeal in the forest (1968)
- Charity Waciuma (1936-), Mweru, the Ostrich Girl (1966), The Golden Feather (1966), Daughter of Mumbi (1969)...
- Asenath Bole Odaga (1937-2014), luo, romancière, dramaturge, auteure jeunesse, éditrice, Valeurs éducationnelles de « Sigendeni Luo »: Les récits oraux du Kenya Luo, Nyamgondho wuod ombare gi sigendini luo moko (1985), Nyangi gi Otis (2004)...
- Ngugi wa Thiong'o (1938-), universitaire, journaliste, essayiste, dramaturge, romancier, kikuyu, Enfant, ne pleure pas (Weep not Child) (1962), Et le blé jaillira (A Grain of Wheat) (1967), Le Procès de Dedan Kimathi (The Trial of Dedan Kimathi (1976), Pétales de sang (Petals of Blood) (1977), Murogi wa Kagogo (Sorcier du corbeau) (2004)...
- Charles Mangua (en) (1939-2021), romancier, Son of Woman (1971), A Tail in the Mouth (1972), Kanina and I (1994)

### 1940
- John Karoki (1940 ?), The Land is Ours (1970)
- Stephen Ngubiah (1940 ?), A Curse from God (1970)
- Miriam Were (1940-), universitaire, avocate, militante, féministe, romancière
- Leonard Kibera (1942–1983), nouvelliste, romancier, The Splder's Web (1972)
- Anne Matindi (en) (1942-), auteure enfance
- Micere Githae Mugo (1942-), poétesse, enseignante, universitaire, dramaturge, exilée, The Long Illness of Ex-Chief Kiti (1976), The Trial of Dedan Kimathi (1976), Daughter of My People, Sing ! (1976)...
- Kenneth Watene (1944–), Dedan Kimathi (1974), Sunset on the Manyatta (1981)
- Eisha Stephen Atieno Odhiambo (en) (1945-2009), universitaire, History of East Africa (1978), Mau Mau and Nationhood : Arms, Authority, and Narration (2003)[2]
- Abdilatif Abdalla (1946-), enseignant, dictionnariste, écrivain, Utenzi wa maisha ya Adamu na Hawaa (1971), Sauti ya Dhiki (1973)
- Jared Angira (en) (1947-), poète, Juices (1970), Silent Voices (1972), Soft Corals (1973)
- Hazel de Silva Mugot (en) (1947-), romancière, Black night of Quiloa (1971), Sega of Seychelles (1983)
- Francis Davis Imbuga (en) (1947-2012), The Fourth Trial (1972), The Green Cross Of Kafira (2013)...
- Amin Kassam (1948–)
- Meja Mwangi (1948-), Kill Me Quick (1973), Going Down River Road (1976), The Cockroach Dance (1979), Carcase for Hounds (1974)...
- Koigi wa Wamwere (en) (1949-), journaliste, activiste, politique, A Woman Reborn (1980), People’s Representative and the Tyrants (1992), Negative Ethnicity : From Bias to Genocide (2003)...

### 1950
- Bramwell Lusweti (1950 ?), The way to the town hall (1984)
- Thomas Akare (1950-), The Slums (1981)
- M. G. Vassanji (en) (1950-), romancier, nouvelliste, canadien, The Gunny Sack (1989), No New Land (1991), The Book of Secrets (1994)...
- John Kiriamiti (en) (1950-), voleur de banques, écrivain autobiographe, My Life in Crime (1980), My Life with a Criminal : Milly's Story (1984), Son of Fate (1994), The Sinister Trophy (2000), My Life in Prison (2004)
- Henry Ole Kulet (1950–2021), Is it Possible,To Become a Man, The Hunter, Maisha ya Hatari, Daughter of Maa, Moran No More, Bandits of Kibi, Blossoms of the Savannah, Vanishing Herds, The Elephant Dance
- Ngugi wa Mirii (en) (1951-2008), dramaturge, Ngaahika Ndeenda (Je me marie si je veux, 1977), Mother Cry for Me (1982)
- Chacha Nyaigotti-Chacha (1952-), linguiste, enseignant, dramaturge, Marejeo (1986), Wingu Jeusi (1987), Hukumu (1992), Mke Mwanza (1997)...
- Wanjiru Kihoro (1953-2006), économiste, féministe,
- Jonah Anguka (en) (1955 ?), Absolute Power : The Ouko Murder Mystery (1998)
- Margaret Ogola (1958-2011), pédiatre, romancière, La Rivière et la Source (The River and the Source, 1995), I Swear by Apollo, Place of Destiny
- Philo Ikonya (1959-), universitaire, journaliste, Leading the Night (2010)..., exilée à Oslo depuis 2009

### 1960
- Gatua wa Mbugwa (1960 ?), professeur, linguiste, poète
- Wangui wa Goro (1961-), universitaire, militante, poétesse, nouvelliste, essayiste, traductrice, Heaven and Earth...
- Miguna Miguna (en) (1962-), attorney au Canada
- Gitura Mwaura (en) (1966-), journaliste, nouvelliste, romancier, Portraits of the Heart
- Samuel Kahiga, nouvelliste, romancier, Potent Ash (1968), Voices in the Dark (1970), When the Stars are Scattered (1979), Flight to Juba (1979)
- Yvonne Adhiambo Owuor (1968-), nouvelliste, romancière, La Maison au bout des voyages (2016), Dust (2014), The Dragonfly Sea (2019)
- Ben Mutua Jonathan Muriithi (en) (1969-), journaliste, acteur

### 1970
- Carolyne Adalla (en) (1970 ?), Confessions of an AIDS victim (1993)
- Rocha Chimera (1970 ?), essayiste, Kiswahili: Past, Present and Future Horizons, Ufundishaji wa Fasihi: Nadharia na Mbinu '2000), Mnara wawaka moto ! : uhalifu
- Kelvin Odawa (1970 ?), universitaire, romancier
- Shailja Patel (1970-), poétese, dramaturge, activiste, Dreaming in Gujurat (2000), Shilling Love (2002), Migritude (2010)
- Mũkoma wa Ngũgĩ (en) (1971-), né James Ngugi, américano-kényan, écrivain, poète, essaysite, Conversing with Africa: Politics of Change (2003), The Rise of the African Novel : Politics of Language, Identity, and Ownership (2018)
- Binyavanga Wainaina (1971-2019), Discovering Home (2001), One Day I Will Write About This Place (2011)...
- Stanley Gazemba (1974-), journaliste, auteur enfance, romancier, The Stone Hills of Maragoli (2003), Khama, Callused Hands
- Mona L. Nduilu (1976-)
- Ghalib Shiraz Dhalla (en) (1978-), romancier, Ode to Lata (2002), The Two Krishnas (2011)
- Alexander Nderitu (en) (1979-), e-romancier, dramaturge, When the Whirlwind Passes (2000), Life as a Flower (2004), Hannah and the Angel, The Patriots Club...

### 1980
- Moraa Gitaa (en) (1980 ?), Crucible for Silver and Furnace for Gold (2008), The Kigango Oracle (2020)...
- Billy Kahora (en) (1980 ?), nouvelliste, romancier, The True Story of David Munyakei (2008), The Cape Cod Bicycle War (2020)
- Rebecca Nandwa (en) (1980 ?), auteure enfance
- Gichinu Njeri (1980 ?), scénariste
- Makena Onjerika (1980 ?), Fanta Blackcurrant (2017),
- Iman Verjee (en) (1980 ?), romancière, canadienne, In Between Dreams (2014), Who Will Catch Us as We Fall (2016)
- Wanuri Kahiu (1980-), réalisatrice, documentariste
- Kinyanjui Kombani (en) (1981), banquier, The Last Villains of Molo (2004), Den of Inequities (2014)
- Paul Kipchumba (en) (1983-), businessman, philanthrope, poète, essayiste, Mind Your Business, Oral Literature of the Marakwet of Kenya
- Okwiri Oduor (1988-), The Dream Chasers (Les Chasseurs de rêve, 2012), My Father's Head (La Tête de mon père, 2014)), Rag Doll (Poupée de chiffon, 2014)
- Jeff Lumiri (1989-), poète, mémorialiste, blogueur

### 1990
- Troy Onyango (en) (1993-), juriste, éditeur, nouvelliste, For What Are Butterflies Without Their Wings, All Things Bright & Beautiful (2018)